# Cylindriscala sibogae
Cylindriscala sibogae is een slakkensoort uit de familie van de Epitoniidae. De wetenschappelijke naam van de soort is voor het eerst geldig gepubliceerd in 1909 door Schepman.